# Crème fraîche
Pour les articles homonymes, voir Crème.

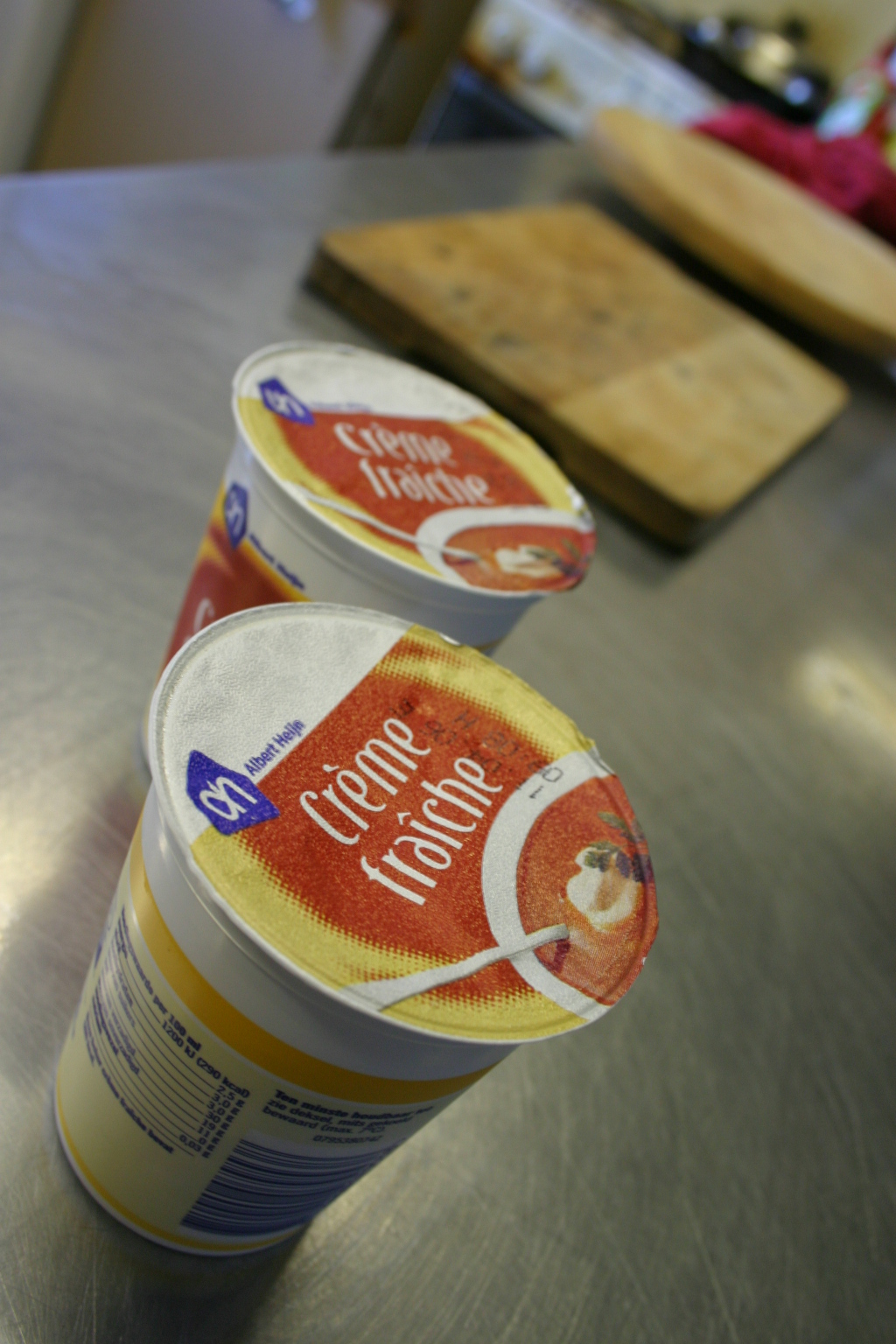

La crème fraîche est une crème non stérilisée, maturée ou laissée en l'état. Elle est produite à partir de lait de vache, sachant que la crème de lait de brebis est également commercialisée.

## Description et méthode d'obtention

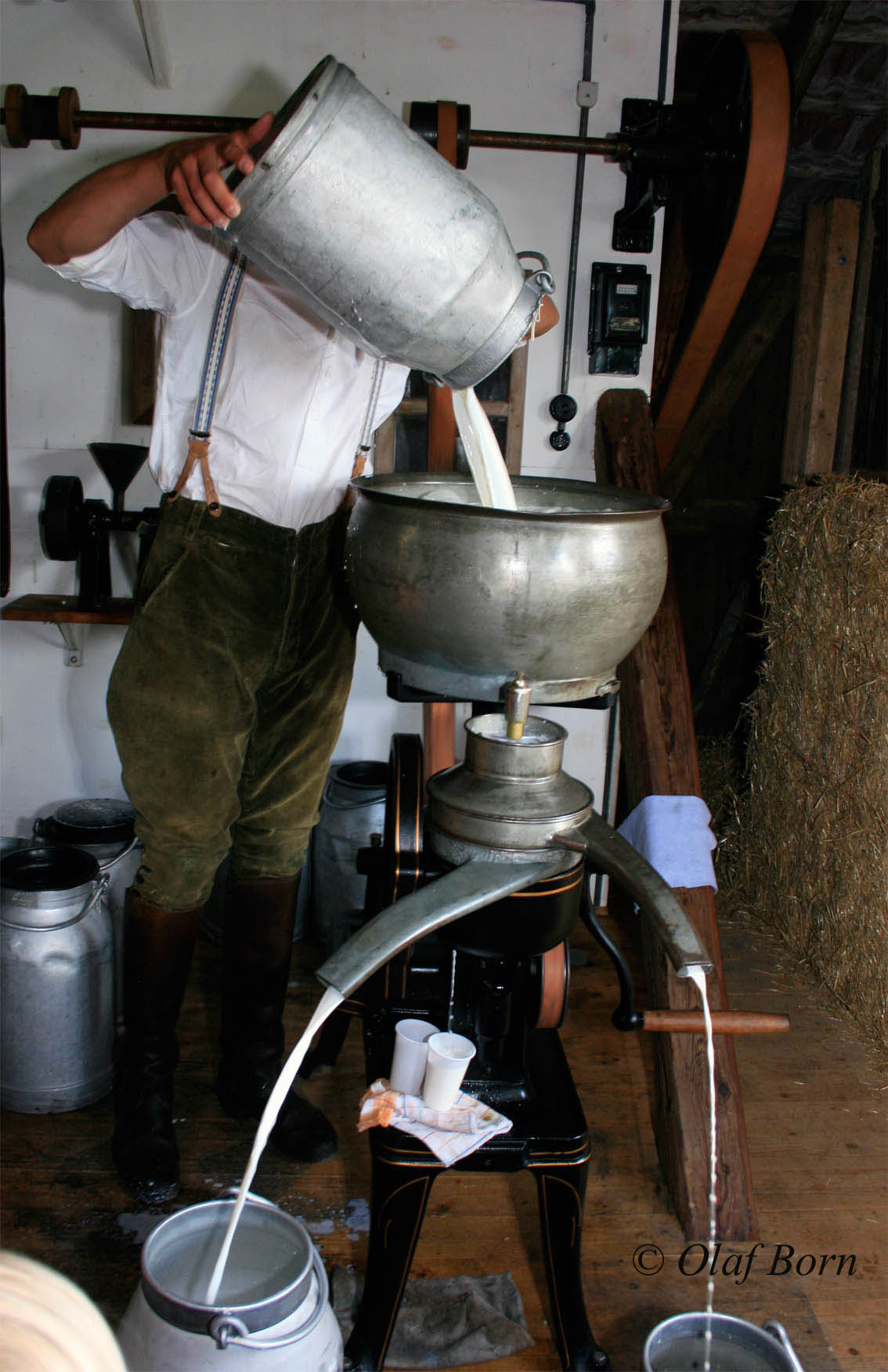
Écrémage du lait à l'écrémeuse manuelle par un producteur fermier.

La crème fraîche est obtenue en introduisant du lait cru dans une écrémeuse. La transformation obtenue sera laissée crue,, ou pasteurisée. Elle est de couleur blanche à jaune, douce et fluide comme la crème fraîche fluide d'Alsace IGP ou devenant épaisse, onctueuse et acidulée après fermentation lactique si elle a été ensemencée de cultures de lactobacilles et en laissant ces dernières se développer durant une étape de maturation.

### Crème fraîche crue
Ce type de transformation est majoritairement le fait de producteurs fermiers pour la consommation familiale, la vente en circuit court ou la vente directe. La crème crue est issue de la séparation du lait et de la crème, directement après l'écrémage ; elle ne passe pas par une étape de pasteurisation. Le temps de conservation de la crème fraîche crue varie selon le soin sanitaire apporté à la mise en œuvre de la transformation, au microbiote du lait cru dont elle est issue, à son mode d'emballage et à la température adoptée pour son stockage (idéalement 4 °C maximum).

### Crème fraîche pasteurisée
La crème fraîche pasteurisée est typiquement une transformation de l'industrie agroalimentaire. Réfrigérée à 4 °C maximum, la date de péremption officielle est fixée 30 jours à partir de sa date de fabrication, et 2 jours après ouverture de son emballage.

## Utilisation

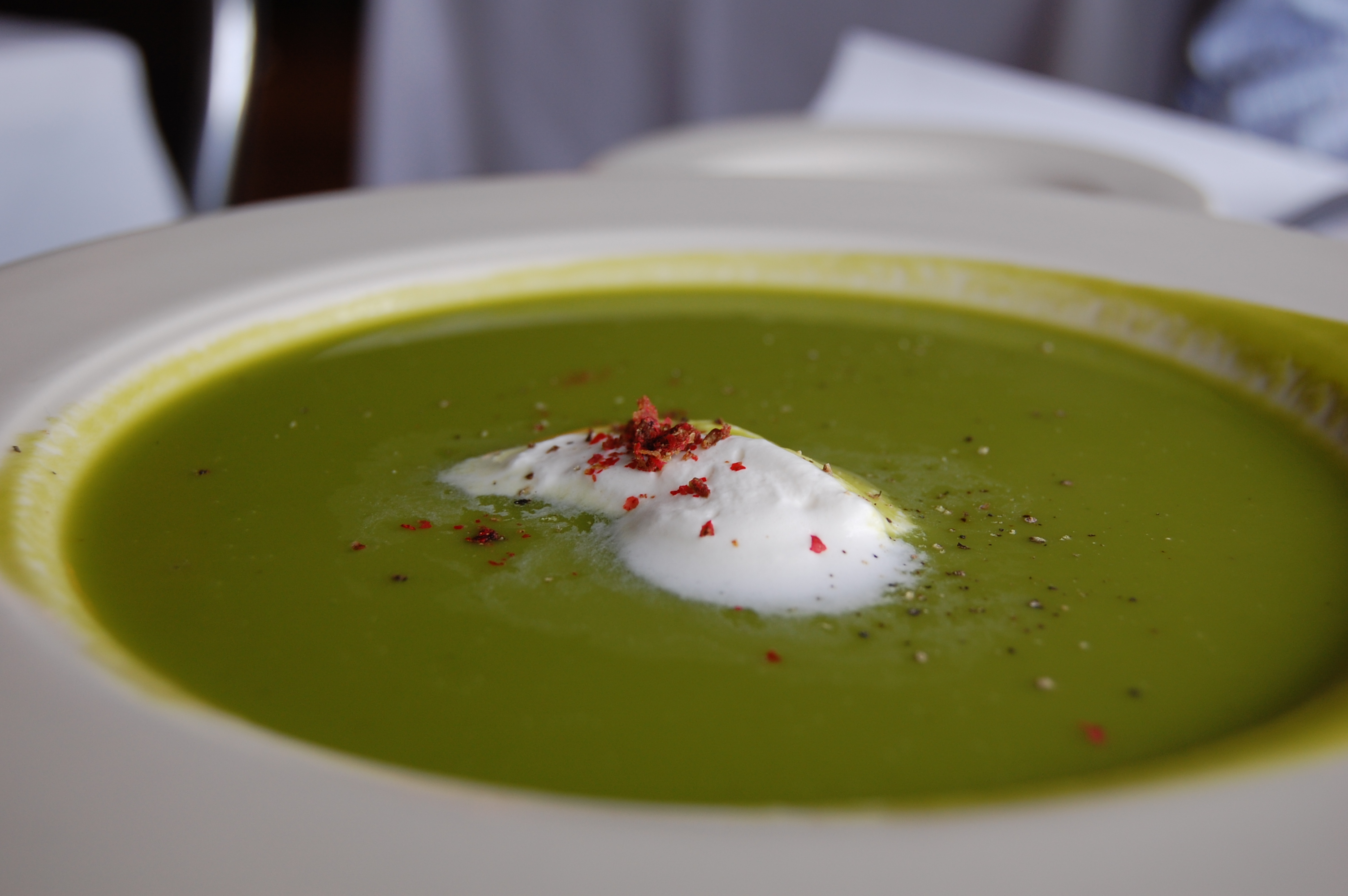
Soupe glacée aux asperges et crème fraîche épaisse.

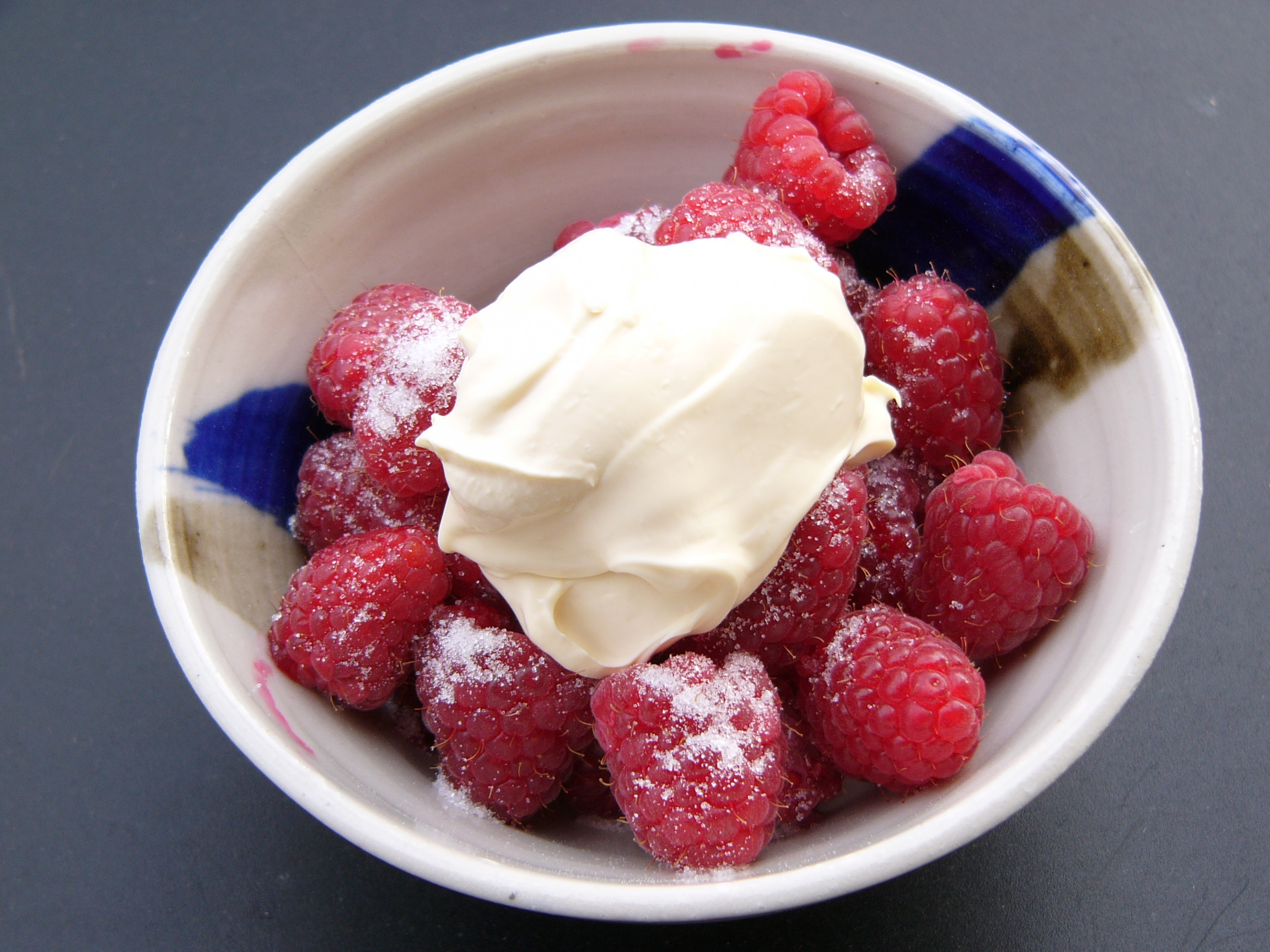
Framboises nappées de crème fraîche épaisse.

La crème fraîche fluide (non ensemencée) se prête particulièrement bien au foisonnement. On réussira de la crème fouettée ou de la crème chantilly.
La crème fraîche épaisse (ensemencée) résiste bien à la cuisson; elle est utilisée pour les réductions et les liaisons. Elle peut cependant être fouettée après ajout de ~20 % de lait et réfrigération intense. Elle est aussi un ingrédient des sauces froides (pour la terrine normande…), et celles à base d’alcool ou acides (pour l'andouillette de Troyes…), elle est également servie en nappage et en accompagnement (tarte Tatin…).

## Réglementations liées au commerce de la crème fraîche
En France, les transformations agroalimentaires laitières destinées au commerce et se prévalant de la dénomination « crème fraîche » doivent répondre à des caractéristiques précises énoncées dans le décret no 80-313 du 23 avril 1980. Notamment, l'utilisation de la mention « fraîche » n'est pas autorisée si la crème a été stérilisée ; si, à l'instar des autres crèmes entières, elle a un taux de matières grasses issues du lait transformé inférieur à 30 % ; si elle n'a pas été conditionnée sur le lieu de transformation dans les 24 heures suivant celle-ci.